# Magni Laksáfoss
Magni Laksáfoss (ur. 3 grudnia 1969 roku) – farerski ekonomista, demograf i polityk. Poseł na Løgting, w latach 2007–2008 Minister Finansów w rządzie Jóannesa Eidesgaarda.

## Życie prywatne
Jest synem Lydii Elisy i Helgiego Laksáfossów. Jego żoną jest Bodil Hentze Laksáfoss. Ma też dwoję dzieci: Noomi Elisabeth oraz Tórunna. Ukończył studia ekonomiczne na Fróðskaparsetur Føroya, gdzie następnie wykładał. Kontynuował później studia ekonomiczne na Uniwersytecie w Kopenhadze, specjalizując się w modelach ekonomicznych, statystyce oraz demografii. W roku 2007 uzyskał stopień doktora po obronie pracy dotyczącej długoterminowych relacji między sytuacją demograficzną a rozwojem gospodarczym. Prócz Fróðskaparsetur Føroya współpracował jako badacz z Nordisk Atlantsamarbejde (NORA).

## Kariera polityczna

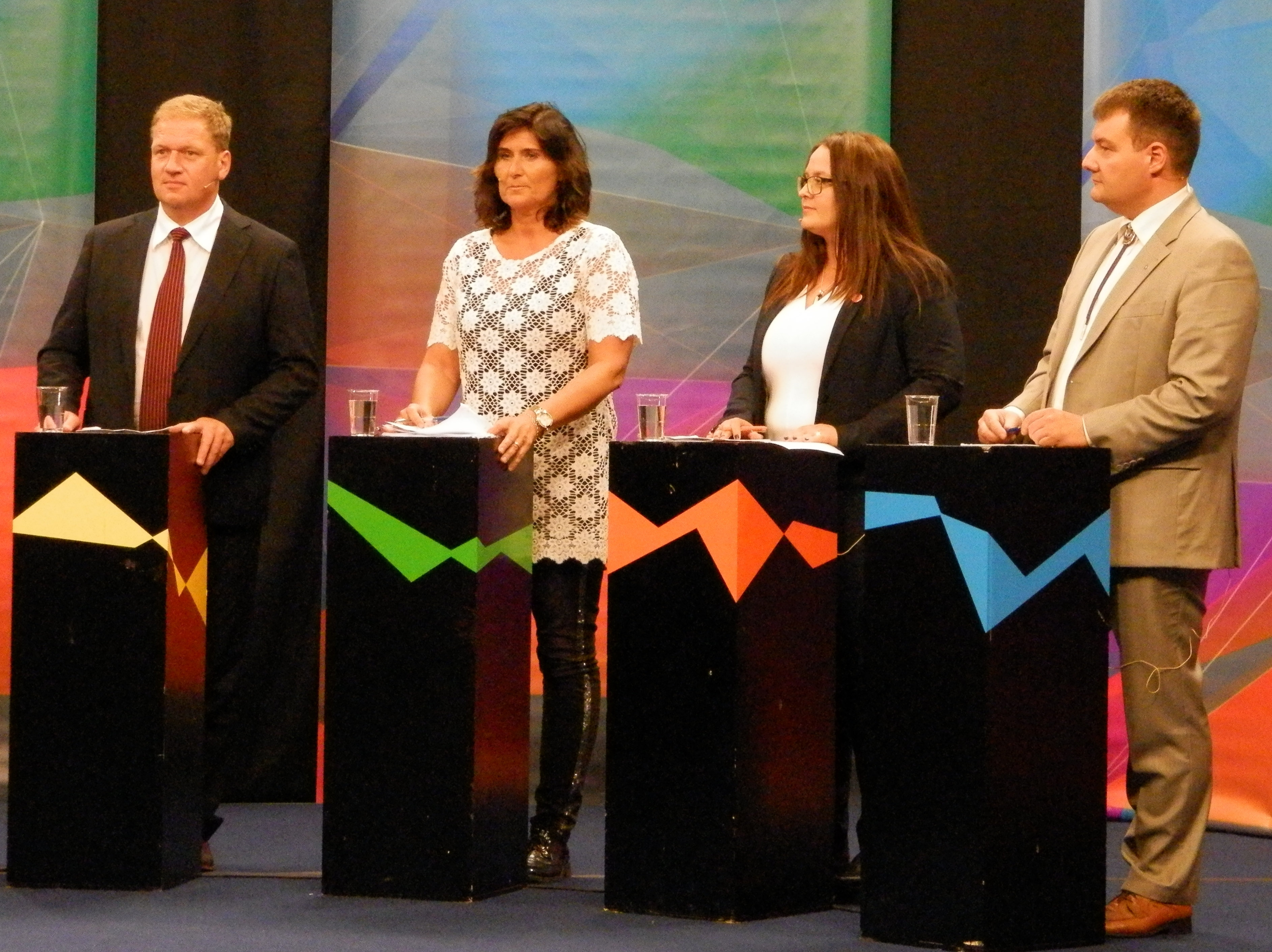
Magni Laksáfoss (pierwszy z prawej) na debacie w 2015 roku.

15 maja 2007 roku Laksáfoss objął stanowisko Ministra Finansów Wysp Owczych w rządzie Jóannesa Eidesgaarda i pozostawał na nim do 4 lutego 2008. W 2007 wziął czynny udział w wyborach do duńskiego Folketingu, w których zdobył 596 głosów i nie uzyskał mandatu. Rok później wystartował w wyborach na Wyspach Owczych i dostał się do Løgting, zdobywszy 979 głosów (trzeci wynik na archipelagu). W parlamencie sprawował funkcję przewodniczącego Komisji ds. Kultury, był także członkiem Komisji ds. Finansów. W 2011 roku Laksáfoss wdał się w konflikt z władzami partii, nie uznając jej planów koalicyjnych. Ostatecznie nie zdecydował się starać o reelekcję w kolejnych wyborach. Zdecydował się na kolejny start w wyborach w roku 2015, uzyskując 374 głosy, co dało mu miejsce w farerskim parlamencie.